# Torre de Montdony
La Torre de Montdony era una torre depenent del Castell de Montdony, prop del poble de Montalbà dels Banys, del terme comunal dels Banys d'Arles i Palaldà, a la comarca del Vallespir, Catalunya del Nord.
Està situada dalt d'un turó situat a prop i al sud del Castell de Montalbà, encara més amunt que el castell.
És una torre de planta circular, amb un diàmetre interior de 2,55 m i un gruix de parets de 65 cm, construïda sobre una roca. No es conserva en gaire alçada: un parell o dos de filades, tot just. Les pedres que formen les filades són quadrangulars, molt poc treballades i disposades en fileres regulars. Sembla una petita torre de guaita anterior al segle xiii.